# Großenhain
Großenhain, in lusaziano inferiore Wulki Wosyk, anticamente nota come Hayn, è una città di 18 102 abitanti della Sassonia, in Germania.

Appartiene al circondario (Landkreis) di Meißen (targa MEI).
Großenhain si fregia del titolo di "Grande città circondariale" (Große Kreisstadt).

## Gemellaggi[3]
- Kecskemét
- Öhringen